# Badminton na Universíada de Verão de 2021
O badminton na Universíada de Verão de 2021 foi disputado no Ginásio do Centro de Esportes de Shuangliu (Shuangliu Sports Centre Gymnasium) em Chengdu, na China, entre 30 de julho e 7 de agosto de 2023.

## Calendário
| Badminton | Julho | Julho | Julho | Julho | Julho | Agosto | Agosto | Agosto | Agosto | Agosto | Agosto | Agosto | Agosto | Eventos |
| Badminton | 27    | 28    | 29    | 30    | 31    | 1      | 2      | 3      | 4      | 5      | 6      | 7      | 8      | Eventos |
| --------- | ----- | ----- | ----- | ----- | ----- | ------ | ------ | ------ | ------ | ------ | ------ | ------ | ------ | ------- |
| Eventos   |       |       |       |       |       |        | 1      |        |        |        |        | 5      |        | 6       |
| Total     |       |       |       |       |       |        | 1      |        |        |        |        | 5      |        | 6       |

|  | Dia de competição |  | Dia de final |

## Medalhistas
| Evento          | Ouro | Prata | Bronze |
| --------------- | ---- | ----- | ------ |
| Masculino       |      |       |        |
| Feminino        |      |       |        |
| Dupla masculina |      |       |        |
| Dupla feminina  |      |       |        |
| Dupla mista     |      |       |        |
| Equipe mista    |      |       |        |